# Drobeta-Turnu Severin
Drobeta-Turnu Severin és una ciutat de Romania. És la població més gran de la província de Mehedinţi, Oltènia. La ciutat està ubicada al marge esquerre del riu Danubi i té un important port fluvial. Actualment té una població de 104.557 habitants (2003). Està ubicada a la zona oest d'Oltènia. Les seves coordenades són: 22 graus 33' longitud est i 44 graus 38' latitud nord. La ciutat està ubicada en una depressió subcarpàtica. Està comunicada per la carretera europea 70, es troba a una distància de 113 km de Craiova i 353 km de Bucarest.
"Drobeta" és el nom de les antigues ciutats dacies i romanes del lloc, i la moderna ciutat de Turnu Severin va rebre el nom addicional de Drobeta durant la dictadura nacional-comunista de Nicolae Ceaușescu com a part dels seus esforços per crear mites.

## Època antiga
Els vestigis del Castre romà de Drobeta, del pont de Trajà i la torre de Sever, són els tres elements que configuren l'actual nom i escut d'aquesta ciutat romanesa.
Drobeta (Drubeta en llengua gueta) va ser una antic nucli ac que fou ocupat per les legions romanes al llarg de les guerres dàcies i es procedí a romanitzar a les poblacions autòctones.

### Castre romà
Drobeta va ser la primera ciutat amb construccions de pedra de tota la Dàcia (103-105), ja que els romans construïren un castre romà perquè fos el quarter d'una guarnició de 500 soldats romans per assegurar el pont construït per Apol·lodor de Damasc seguint ordres de l'emperador romà Trajà. Així a poc a poc al voltant d'aquest castre romà es va anar constituint un nucli poblacional cada cop més important. Amb la retirada de les legions romanes a la riba sud del Danubi en temps d'Aurelià aquesta guarnició va romandre en aquest punt.
En temps de Constantí el Gran la fortificació va ser remodelada ampliant la seva superfície a un espai de 2 hectàrees, amb quatre portes, amb habitatges per la guarnició, caserna, polvorí i l'edifici del pretori (el comandant de la guarnició), que curiosament estava situat damunt del mateix indret on l'emperador Trajà va instal·lar el seu campament al llarg de l'hivern de l'any 105 quan va anar personalment a dirigir les campanyes contra els dacis i els seus aliats. A l'oest del Castre i molt a prop del Danubi es trobaven localitzades les termes romanes (tal com ho testimonien les restes trobades en aquest emplaçament) on s'han pogut identificar diversos dibuixos característics d'aquests establiments, així com insígnies de la cinquena legió romana, coneguda com a Macedònica, que és una de les legions romanes que van estar destinades al Castre romà de Drobeta i van participar en les tasques de construcció del pont que travessava el Danubi.

### El pont de Trajà

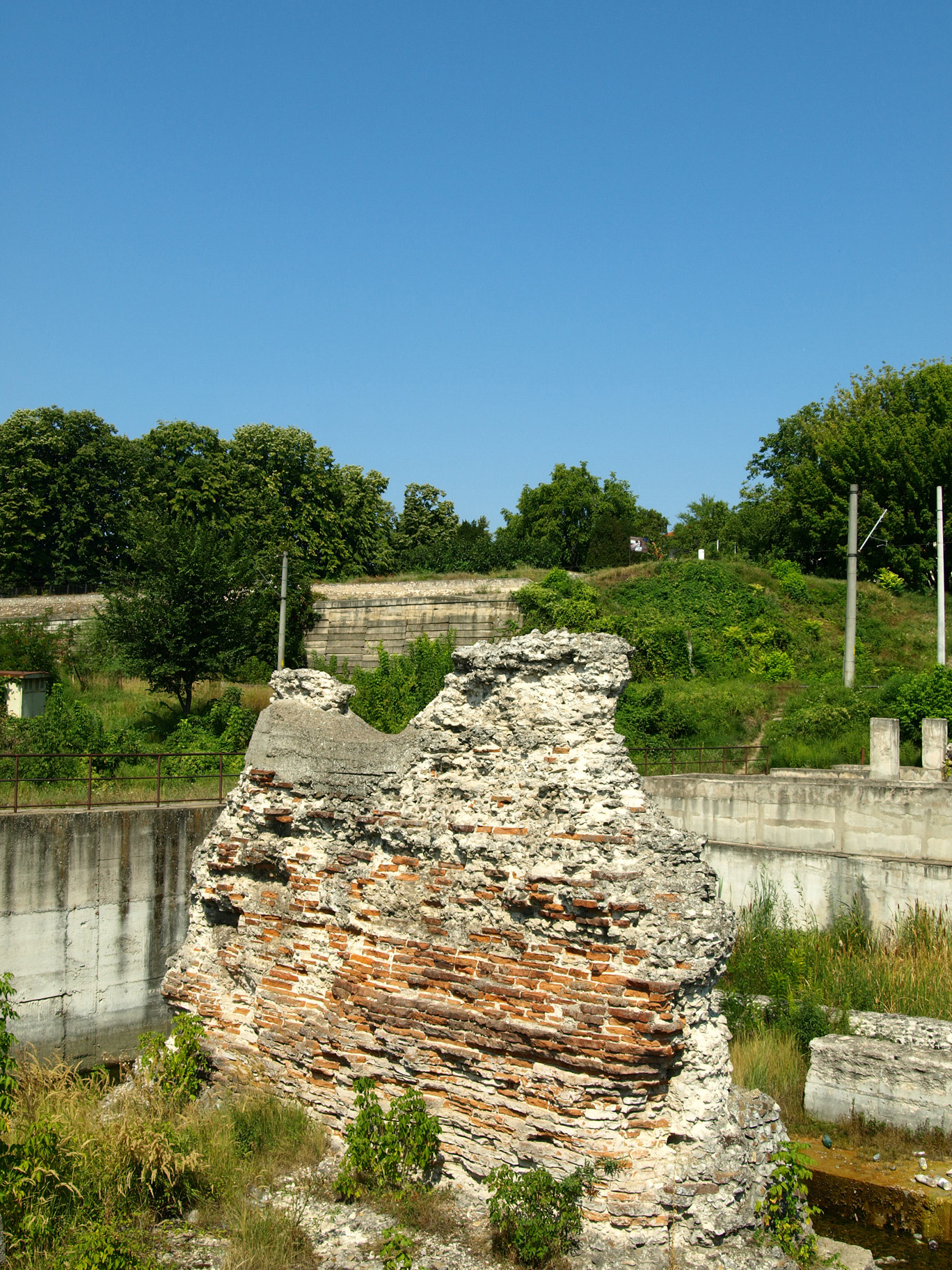
Restes del pont de Trajà a Drobeta-Turnu Severin

El pont de Trajà va ser construït només en tres anys (103 - 105), en el que va ser un prodigi d'eficàcia, rapidesa i innovació arquitectònica en els seus temps. El seu dissenyador i arquitecte va ser l'arquitecte personal i oficial en aquell temps de l'emperador Trajà, Apollodor de Damasc, que ha estat considerat com un dels més grans arquitectes i dissenyadors de l'Imperi Romà. La construcció del pont que permetia travessar el Danubi a les legions de Trajà era un objectiu prioritari per l'emperador romà, ja que el mateix li permetia moure les seves legions a la Dàcia per poder sotmetre a les indomables tribus dàcies i guetes, així com permetre tenir comunicades les dues ribes del Danubi.
Així doncs aquesta complexa obra (avui en dia no se sap ben bé les tècniques de construcció emprades) comptava amb 20 pilars en blocs de pedra, feia 1.135 metres de llargada, una amplada de 14,55 metres i una alçada de 18,60 metres. A la riba sud existia una enorme monument commemoratiu que servia a la vegada de portal del pont. Per poder construir les estructures de fusta que s'utilitzaren en la construcció del pont i en la mateixa estructura del pont es creu que es van utilitzar la fusta obtinguda de 200 hectàrees de bosc.

### La creació del nucli de Drobeta
Des d'un punt de vista estratègic Drobeta, es va convertir en un punt avançat per controlar els camins que permetin als romans aconseguir recursos (aigua i recursos) i permetent el desenvolupament del nucli poblacional de Drobeta, convertint-se en la primera ciutat de la regió i la tercera de la Dàcia després de Sarmisegetuza i Apullum. En temps de l'emperador Adrià (117 - 138) la població va ser declarada municipi (any 121), en aquell moment tenia uns 14.000 habitants. En temps de Septimi Sever (193 - 211) va ser declarada colonia (any 193) fet que li atorgava als habitants de la població els mateixos drets que els ciutadans romans. Aquesta colonia era una ciutat prospera i comptava amb un temple, basílica, teatre, un port propi entre altres establiments i elements característics de les colònies romanes més desenvolupades.

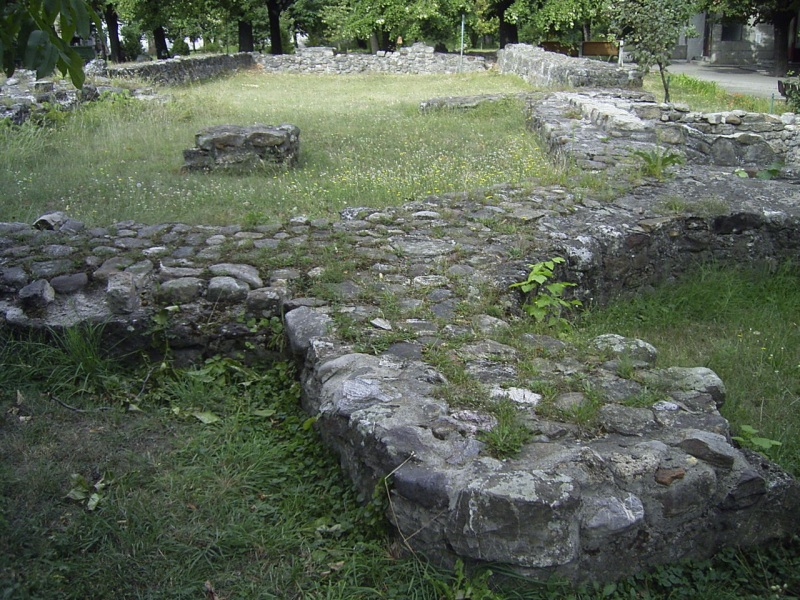
Restes d'una primitiva església cristiana a Drobeta-Turnu Severin

A mitjans del segle iii, quan els romans es van retirar a l'altra riba del Danubi (any 271) Drobeta tenia una superfície d'unes 60 hectàrees i uns 40.000 habitants esdevenint una de les ciutats més importants de la meitat nord-est de l'imperi Romà i amb una important activitat comercial amb la resta de l'Imperi. Amb el progressiu debilitament del poder imperial romà i les progressives invasions dels pobles germànics van fer decaure molt la importància de Drobeta, fins al punt que va ser saquejada diverses vegades i una part de la seva població va decidir emigrar a altres regions de l'Imperi romà i la població restant, davant de la destrucció progressiva de la ciutat per les arribades de pobles invasors, es van traslladar a altres regions de la Dàcia o van desplaçar-se al voltant de les runes de l'antigament pròspera colònia romana de Drobeta.
En temps de Justinià (527 - 565) es va tornar a produir un petit ressorgiment de l'antic nucli de Drobeta, ja que es va instal·lar de nou una important guarnició militar, però el pont de Trajà no es va intentar reconstruir, tot i que va establir en alguns moments ponts de fusta amb pilons fets per grans barques per tal de moure els exèrcits romans d'Orient d'una riba a l'altre del Danubi, arribant-se a construir una fortificació amb una gran torre damunt de les ruïnes de l'antiga ciutat, que tenia funcions militars i defensives. Després del traspàs de l'emperador romà d'Orient els romans d'Orient es van retirar de nou de Drobeta i la població va patir de nou saquejos, convertint-se els nuclis poblacionals de la regió en assentaments típicament rurals.

## Època medieval
L'antic nucli romà de Drobeta no va tornar a recuperar la seva importància, però si que va esdevenir escenari de les lluites de les poblacions autòctones (formades per antics colons romans i poblacions d'origen geto-dacies) i els valacs que s'estaven constituint en un principat contra els hongaresos i els magiars en la seva lluita per consolidar el control de la regió pel naixent regne hongarès. En aquest context les poblacions al voltant de la Porta de Ferro i Calafat van començar a ser reconstruïdes.
En el moment que els hongaresos van intentar conquerir Oltènia, aquests van dominar les poblacions que estaven assentades al voltant de l'antiga Drobeta. El rei Andreu II d'Hongria va organitzar el Banat de Severin, i el primer governador de la població va ser un noble autòcton conegut amb el nom de Luca (segons la documentació aquest nomenament data de l'any 1233. Aquesta data pot ser considerada el de la fundació d'una nova ciutat damunt de les ruïnes de Drobeta, aquesta va rebre el nom de Severin (Severinopolis), esdevenint la capital del Banat de Severin. Es va nomenar a la nova població com a Severin en honor de l'emperador romà Septimus Sever, que va ser qui atorgà la condició de colònia a l'antic nucli romà de Drobeta.

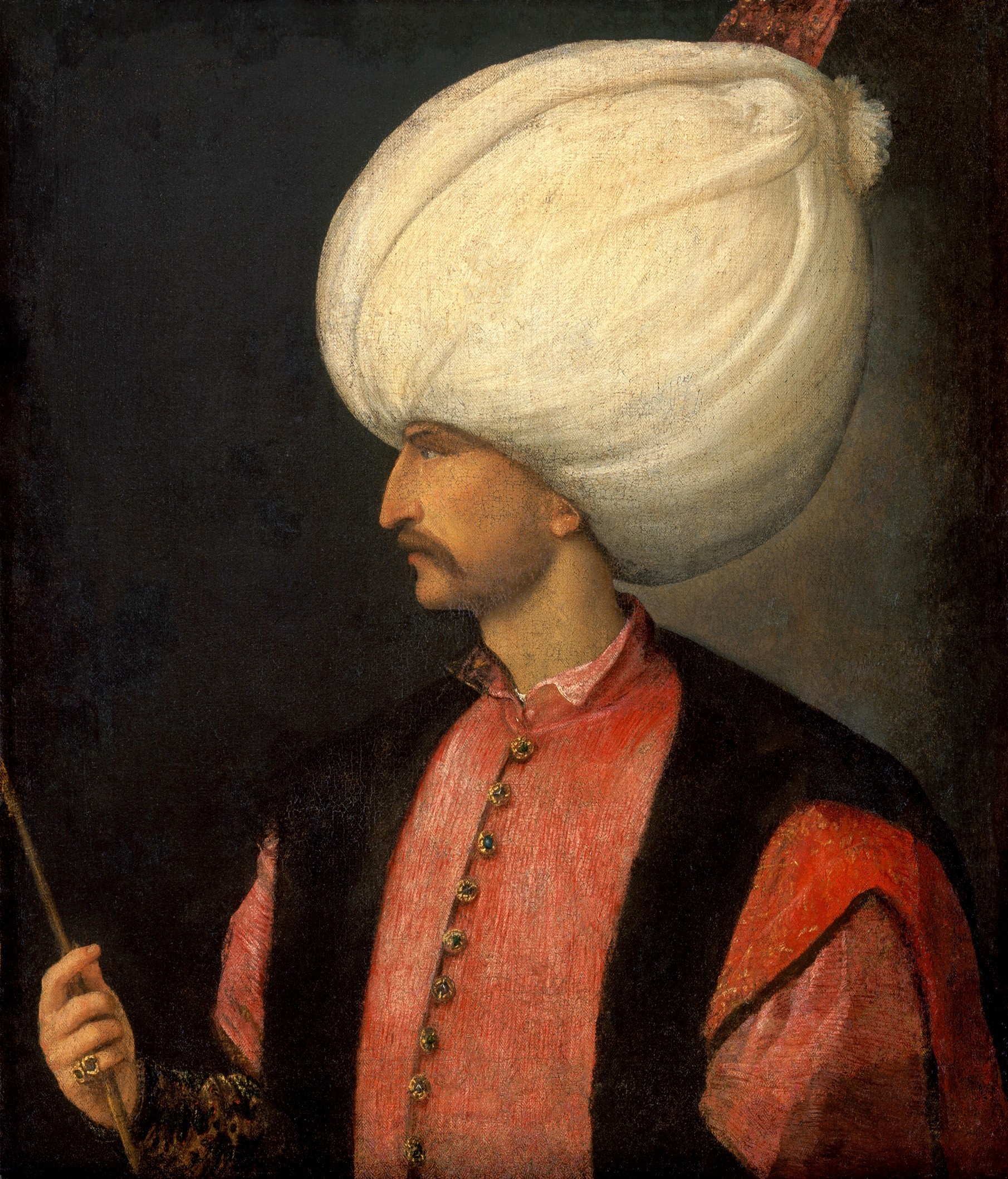
El Sultà otomà Solimà el Magnífic. Les seves tropes van destruir i devastar la ciutat fortificada de Severin l'any 1522

La nova població, com a enclavament estratègic en les rutes pel Danubi, comptava amb una important fortificació i aviat va esdevenir una zona de confrontació continua al llarg dels segles xiv i xv entre els hongaresos i els diferents pobles que intentaren controlar aquella part d'Oltènia (búlgars, tàtars i turcs otomans) i entre els hongaresos per dominar a les poblacions autòctones.
Al llarg del segle xv els nobles autòctons van tenir més control sobre Severin i la regió que controlaven des de la ciutat fortificada, a vegades en part per la debilitat hongaresa i en altres ocasions per què els nobles romanesos rendien vassallatge al rei hongarès. Això permetia tant als hongaresos com als romanesos establir exèrcits conjunts per defensar la zona dels creixents atacs dels turcs otomans que eren més expedicions en busca de botí que no pas expedicions per intentar controlar la regió, però a la caiguda de Constantinoble l'any 1453 la situació es va capgirar radicalment, ja que els atacs contra Severin es van intensificar fins al punt que amb l'arribada al poder del Sultà Solimà el Magnífic l'any 1520 es va començar la invasió de la regió.
Prèviament l'any 1502 i com a resultat dels efectes dels atacs otomans una bona part de la noblesa i els alts càrrecs eclesiàstics (Severin era seu episcopal des de principis de segle xiv) ja s'havien traslladat més al nord, a Strehaia (actualment Craiova), i la gran majoria de la població s'havia traslladat a una població a 6 kilòmetres de distància, Cerneţi, que va esdevenir la nova capital de la regió de Mehedinţi. Severin va restar així doncs com a ciutat fortificada on només hi varen romandre aquells que prestaven els seus serveis militarment (soldats i nobles). L'any 1522 els turcs otomans van controlar Sèrbia i aquests iniciaren la campanya per controlar Hongria. Severin per tant esdevenia una fortificació molesta pels plans otomans. Així l'any 1524 les tropes del Sultà Solimà el Magnífic van arrasar, devastar i demolir la ciutat fortificada de Severin, només quedà dempeus una part d'una torre de fortificació, fet pel qual els habitants autòctons es referien a l'antic enclavament de Severin com a "Turnul lui Sever", la Torre de Sever.
Les runes de Severin no van ser reconstruïdes i al llarg de tres segles no es va establir cap assentament més a la zona.

## Època contemporània
El març de l'any 1833 el general romanès Pavel Kiseleff van visitar les ruïnes de Severin i va decidir que es construís de nou una ciutat, just al costat de les restes de Drobeta i de Severin. Al juliol d'aquell mateix any es van començar a distribuir les terres entre les famílies traslladades per aixecar la nova població, que va rebre el nom de Drobeta (en honor de l'antiga colònia romana) i Turnu Severin (en referència a la ciutat medieval devastada pels turcs otomans). El desenvolupament de la ciutat va ser ràpid, ja que moltes families, majoritàriament romaneses, es van traslladar a la nova ciutat. L'any 1838 es construïa la prefectura i l'any 1841 la capital de la província de Mehedinţi es traslladava de Cerneţi (capital des de la destrucció de Severin) a la nova ciutat, Drobeta-Turnu Severin.

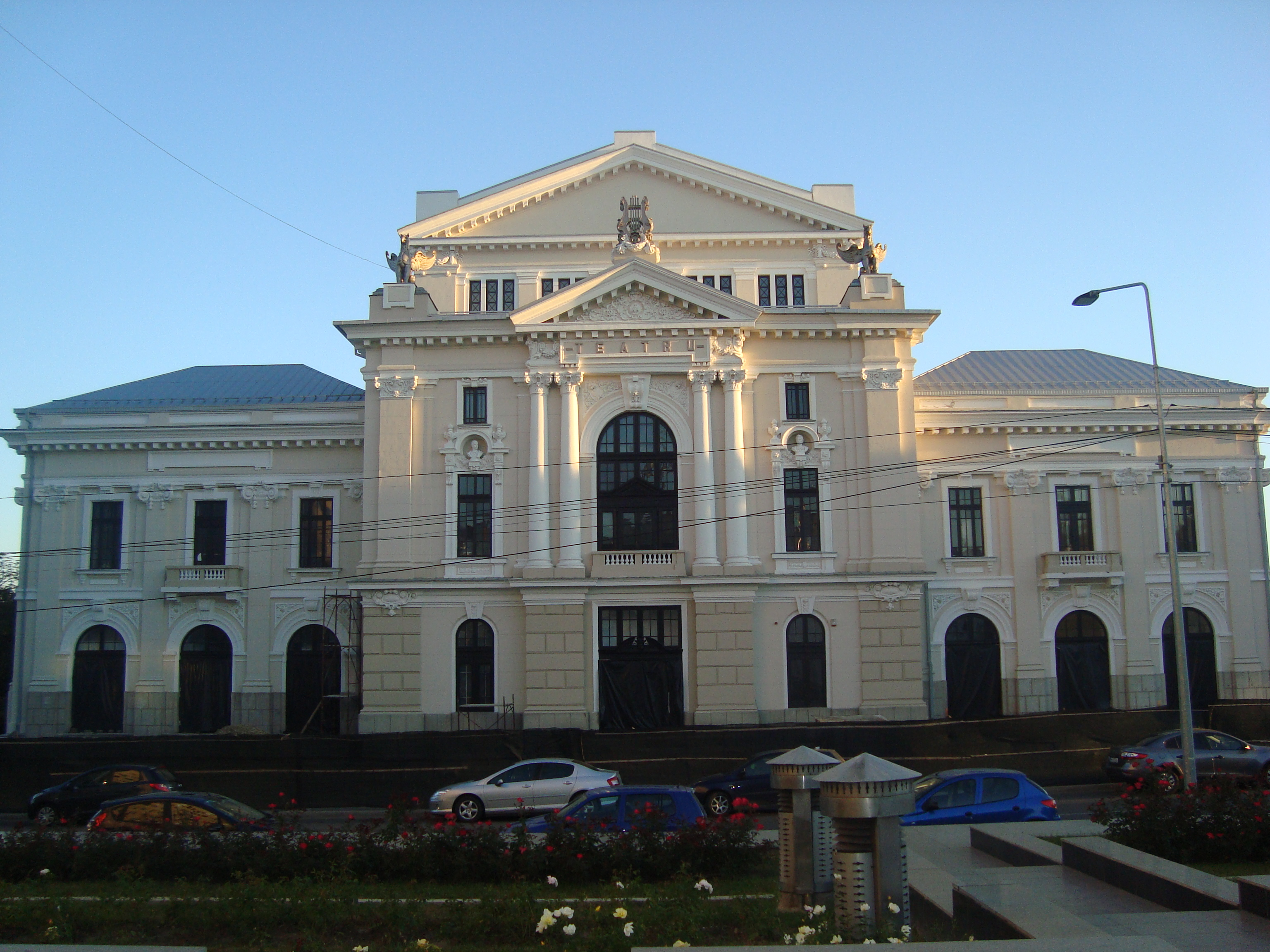
El Teatre de Drobeta-Turnu Severin, construït a finals del, simbol del desenvolupament de la ciutat.

La nova capital va continuar creixent amb impuls, tot i la invasió de les tropes otomanes i russes al llarg dels anys 1848 – 1850. Així l'any 1851 la ciutat va ser declarada municipi i es va produir un gran desenvolupament industrial gràcies a la creació de les drassanes navals i l'establiment d'una cambra de comerç (1863). L'arribada del ferrocarril a la ciutat (1876) i la construcció de la nova estació (1877) van permetre que es produís un augment demogràfic considerable. L'any 1883 la població tenia 13.000 habitants.
El desenvolupament industrial i comercial de Drobeta-Turnu Severin fou prou important entre finals del segle xix i principis del XX, en part afavorit pel creixent tràfic comercial que es produïa al llarg del riu Danubi i on el port de la ciutat anava guanyant en importància. A inicis del segle xx la ciutat es trobava entre les més desenvolupades de Romania.
Aquest creixement es va veure truncat momentàniament amb l'entrada de Romania a la Primera Guerra Mundial (l'any 1916) i la seva posterior ocupació per les tropes alemanyes, que van exercir una forta repressió contra aquelles persones que es resistiren a l'ocupació. La mateixa va perdurar fins a l'any 1918 quan Alemanya va signar acords de pau amb Romania i les seves tropes van evacuar la ciutat. A partir d'aquell moment el creixement poblacional, econòmic de la ciutat es va tornar a reactivar, obrint-se moltes fàbriques industrial i magatzems comercials. Però la greu crisi econòmica mundial de finals dels anys vint va afectar l'economia local i moltes empreses van tancar les portes, produint-se un alentiment del creixement urbà i demogràfic de la ciutat. Tot i això a partir de l'any 1933 la ciutat va experimentar una certa reactivació econòmica, però en cap cas no es va tornar a la situació prèvia a la gran crisi mundial.
Amb l'esclat de la Segona Guerra Mundial Drobeta-Turnu Severin va patir l'ocupació de les tropes alemanyes de nou (1941) i intensos bombardejos pels aliats, que van afectar molt a la ciutat. Amb la retirada dels alemanys a finals de l'any 1944 i l'entrada dels soviètics, començava un període on les noves autoritats depenien de manera indirecta dels ocupants estrangers. Aquesta situació es va oficialitzar amb la caiguda de la monarquia i la proclamació de la República Popular de Romania a finals de l'any 1947.

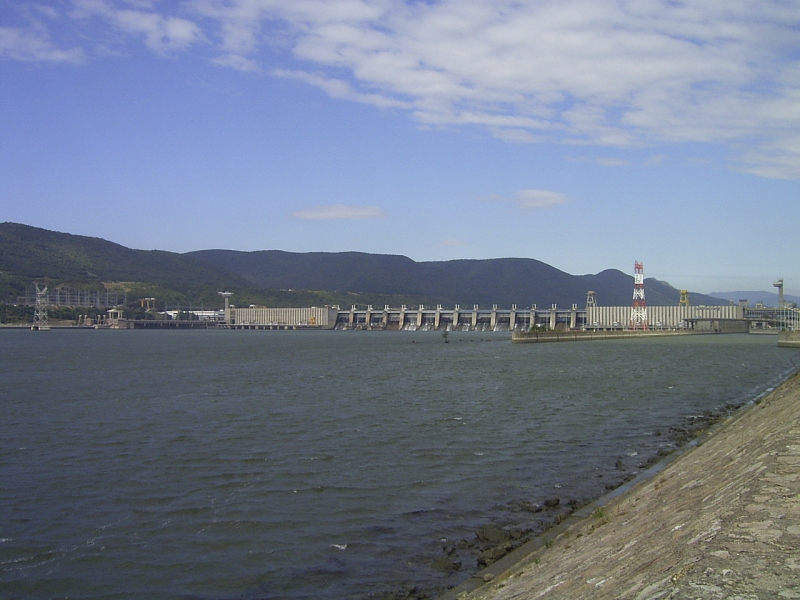
La presa hidràulica de les Portes de Ferro construïda conjuntament per Romania i Iugoslàvia al llarg dels anys seixanta i setanta.

Així en els anys posteriors es van aplicar les reformes agràries que van nacionalitzar les terres d'uns 15.000 camperols de la regió i la dependència de les empreses de la ciutat sota el control de les autoritats comunistes. Després de la reorganització de les empreses dels efectes de la guerra el ritme del creixement econòmic es va alentir considerablement a partir de finals dels anys cinquanta, però el projecte de construcció d'una de les preses hidràuliques més grans de tot el continent europeu, la presa de les Portes de Ferro (construïda conjuntament per les autoritats romaneses i iugoslaves) i que aporta una bona part de l'energia elèctrica de Romania i de Sèrbia actualment, va ser un element reactivador de l'economia local.
Després de la caiguda del comunisme a finals de l'any 1989 la indústria local va patir a conseqüència de la del crisi de conjunt de l'economia romanesa una profund sotrac. Moltes empreses van intentar ser privatitzades, però els efectes van ser totalment negatius, ja que moltes d'aquestes empreses van ser tancades.

## Drobeta-Turnu Severin actualment
Actualment Drobeta és una ciutat dinàmica que demostra la seva capitalitat de província, però que vol esdevenir en una referència a la zona sud-oest de Romania. Entre les múltiples empreses de la ciutat (la majoria privatitzades) les més importants són: 
- SC Forsev SA (fàbrica de maquinària pesant)
- Drassanes navals
- SC Aurora (important panificadora)
- Fàbrica de cervesa "Traian"
- SC Meva SA (fàbrica de vagons i maquinària de ferrocarril)
- CELROM (fàbrica de paper i cel·lulosa)
- Fàbrica de bombons "Cerna"
- Un important escorxador que abasteix a tota la regió.

En l'àmbit cultural i educatiu la ciutat consta amb 22 centres escolars de primària, 9 instituts de secundària, un institut d'ensenyament universitari (que depèn de la Universitat de Craiova) el Col·legi Universitari econòmic, administratiu i tècnic. Pel que fa a l'àmbit cultural la ciutat disposa d'un teatre i de diverses sales de cinema. També cal destacar el conjunt arqueològic de les restes romanes de Drobeta i medievals de Severin i el Museu d'història de la regió de les Portes de Ferro.

## Fills Il·lustres
- Alexandru Buligan (1960-), jugador d'handbol
- Mirel Rădoi (1981-), futbolista
- Petre Sergescu (1893-1954), matemàtic
- Gheorghe Țițeica (1873-1939), matemàtic